# Politica interna di Augusto

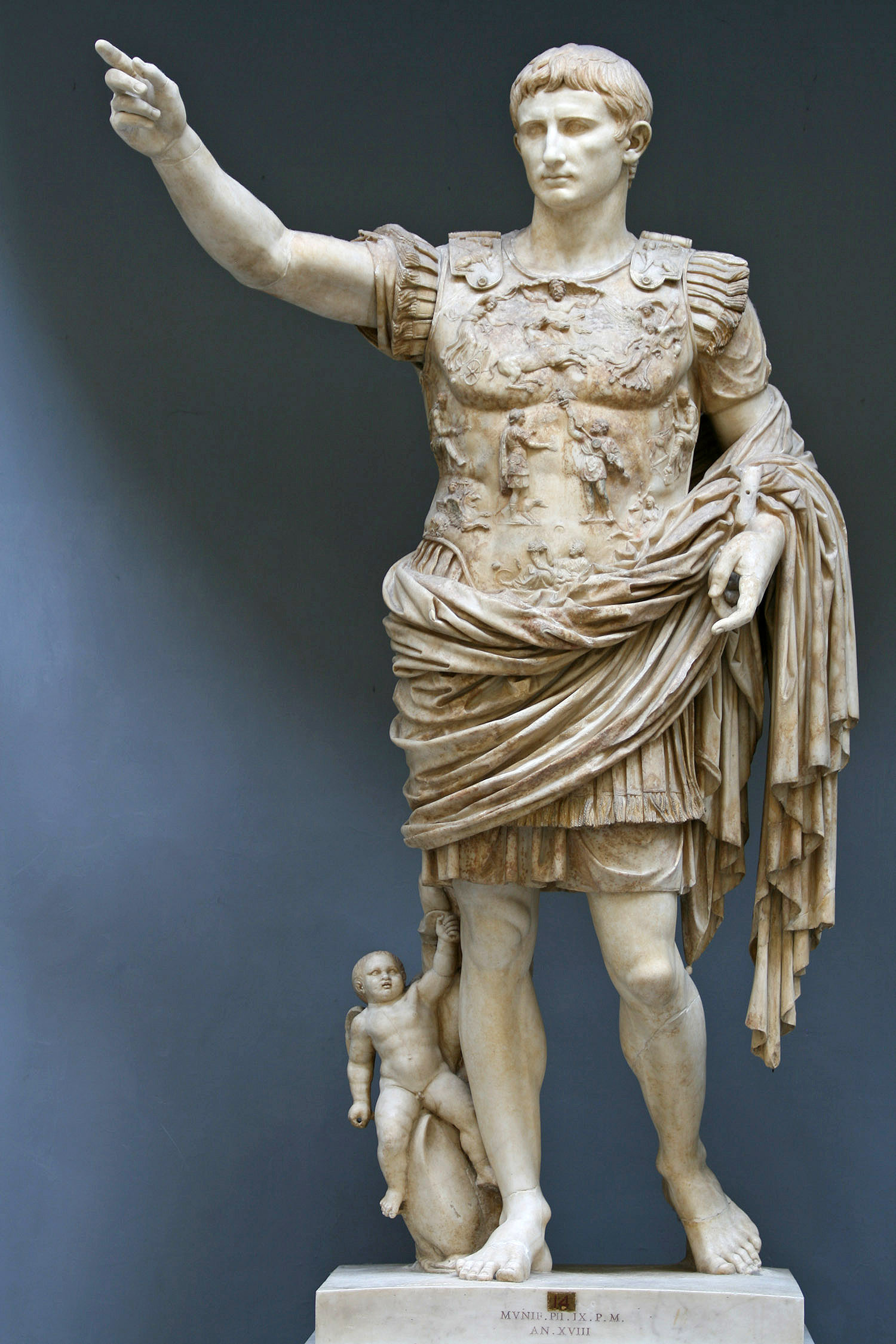
Statua di Augusto detta "Augusto di Prima Porta" o "Augusto loricato", custodita ai Musei Vaticani.

Per politica interna di Augusto, si intendono tutti gli eventi politici interni ai confini imperiali, messi in atto dal primo imperatore romano, Ottaviano Augusto, dopo la trasformazione dello Stato da Repubblica a principato.

## Contesto storico
Ottaviano, una volta ricevuti i necessari poteri da parte di Senato e Popolo romano, cominciò ad assumere misure adatte a dare all'Italia e alle Province il sospirato benessere dopo oltre un decennio di guerre civili: riordinò il cursus honorum delle magistrature repubblicane, ne creò di nuove (come la figura del curator o quella del praefectus Urbis), ripristinò la carica magistratuale del censore, aumentò il numero dei pretori e promosse leggi che frenavano il diffondersi del celibato e incoraggiavano la natalità, emanando la lex Iulia de Maritandis Ordinibus del 18 a.C. e la lex Papia Poppaea del 9 d.C. (a completamento della prima legge).

## Politiche interne adottate

### Politica sociale e di moralizzazione
I molti abusi che esistevano ancora dopo la fine della guerra civile, particolarmente pericolosi per l'ordine pubblico, vennero in gran parte ridimensionati dalla nuova politica autoritaria del princeps. In quel periodo, infatti, un gran numero di briganti si mostrava in pubblico con pugnale alla cintura, utilizzando il pretesto del doversi difendere; nelle campagne, poi, spesso i viaggiatori venivano sequestrati, senza alcuna distinzione fra uomini liberi e schiavi; numerose, infine, erano le associazioni criminali venutesi a creare. Augusto represse il brigantaggio mettendo posti di guardia nelle località più opportune, spesso facendo ispezionare luoghi ove si credeva vi fossero in corso sequestri, disciolse poi tutte le associazioni (collegia), ad eccezione di quelli più antichi.
(Svetonio, Augustus, 35.)
Considerando importante conservare la purezza della razza romana, evitando potesse mescolarsi con sangue straniero e servile, fu molto restio nel concedere la cittadinanza romana, ponendo anche precise regole riguardo all'affrancamento. A Tiberio che gli chiedeva la cittadinanza per un suo cliente greco, rispose che l'avrebbe concessa solo se gli avesse dimostrato i giusti i motivi della richiesta; la negò anche alla moglie Livia che la chiedeva per un gallo tributario. E così degli schiavi, una volta tenuti lontani dalla libertà parziale o totale, stabilì il loro numero, la condizione e la divisione in differenti categorie, in modo da stabilire chi potesse essere affrancato. Aggiunse, infine, che colui che fosse stato imprigionato o sottoposto a tortura non avrebbe mai potuto diventare un uomo libero.
Riorganizzò e ripulì l'ordine senatorio di quegli elementi giudicati deformi et incondita turba, come ci racconta Svetonio:
Ridusse il numero dei senatori alla cifra di un tempo, pari a 600, e gli restituì la sua antica dignità attraverso due selezioni: la prima era generata dai senatori stessi, in quanto ognuno sceglieva un collega; la seconda era operata dallo stesso princeps e dal fedele Marco Vipsanio Agrippa. Svetonio racconta che in questa circostanza, mentre presiedeva le sedute del Senato, Augusto indossasse una corazza e tenesse alla cintura un pugnale, mentre dieci senatori, suoi amici fidati, selezionati tra i più robusti, circondavano il suo seggio. In questo periodo nessun senatore era ricevuto da solo e senza essere stato prima perquisito. Decise anche di creare, mediante estrazione a sorte semestrale, un gruppo di consiglieri con i quali studiare le questioni, prima di sottoporle all'intero Senato riunito in seduta plenaria. Sulle questioni importanti egli chiedeva un parere a suo piacere, in modo che ciascuno facesse attenzione a come si esprimeva e si trovasse sempre pronto, come se dovesse esprimere un parere e non come se dovesse semplicemente approvare. Elevò il censo senatoriale, portandolo da ottocentomila a un milione e duecentomila sesterzi, e diede la differenza ai senatori che non ne avevano abbastanza.
Fece bruciare le liste dei vecchi debitori dell'erario, spesso utilizzate per accuse calunniose; a Roma lasciò ai proprietari del momento quei terreni che, in modo discutibile, la Res publica aveva ritenuto fossero suoi; fece distruggere i nomi di coloro che venivano costantemente accusati in modo sadico, senza che nessuno si lamentasse di loro, salvo i propri nemici; dispose inoltre che, qualora qualcuno avesse voluto nuovamente perseguitare costoro, avrebbe corso il rischio di essere a sua volta accusato e di subire la stessa pena.
Venne incrementato il numero dei patrizi e fu ordinato un censimento della popolazione, da cui risultò che gli abitanti di Roma sfioravano 1.000.000 di unità. Narrando dei propri donativi, Augusto rammenta che le elargizioni erano sempre dirette a più di 250.000 persone e di come in quattro occasioni egli avesse aiutato la tesoreria pubblica.

### Politica religiosa

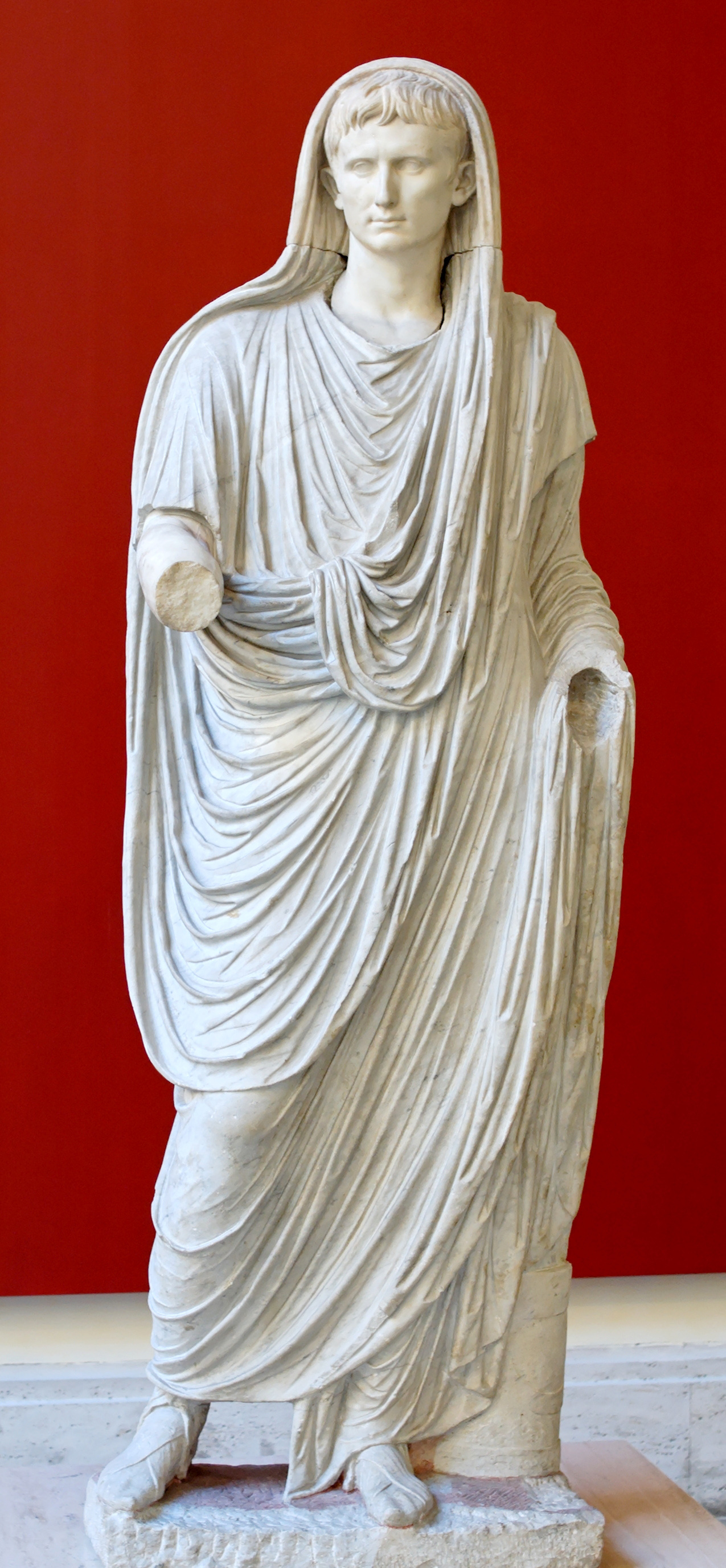
Augusto di via Labicana, ritratto di Augusto come pontefice massimo in tarda età.

Riguardo invece alla politica religiosa, sappiamo che dopo il lungo periodo delle guerre civili, la crisi della religione romana, iniziata nella tarda età repubblicana, venne fermata in parte dagli interventi di Augusto, il quale
(Svetonio, Augustus, 31)
Ebbe il massimo rispetto per i culti religiosi stranieri, ma solo per quelli di antica tradizione. Disprezzò invece gli altri. Egli ricevette infatti l'iniziazione ad Atene. Quando più tardi si trovò a Roma, davanti al tribunale dove si trattava sulla questione relativa ai privilegi dei sacerdoti di Cerere ateniense, e venivano svelati alcuni dei suoi segreti, egli congedò il consiglio dei giudici ed i loro assistenti, preferendo seguire il dibattito da solo. Quando invece visitò l'Egitto, evitò di andare a vedere il bue Api, e si complimentò con il nipote Gaio Cesare, il quale passando per la Giudea non si era recato a Gerusalemme per farvi dei sacrifici. Sempre in Egitto, per avvicinarsi alle antiche tradizioni di quella terra nel momento di passaggio dall'autonomia che aveva sotto i Tolomei all'assoggettamento da parte di Roma, Augusto nominò nell'anno egizio 28/27 a.C. Psenamon II gran sacerdote di Ptah, titolo da lui ereditato dal padre, al quale aggiunse anche il titolo di sacerdote di Cesare in Egitto; dopo la morte di Psenamon, però, Augusto non fece continuare la linea dei gran sacerdoti, avendo ormai totalmente annesso la provincia.

### Amministrazione della giustizia
Anche la giustizia ed il diritto romano vennero riformati. Augusto, infatti, per evitare che nessun delitto risultasse impunito o archiviato a causa di continui ritardi, dispose che per gli atti forensi fossero previsti più di trenta giorni. Alle tre decurie di giudici ne aggiunse una quarta, seppure di censo inferiore, chiamata «dei ducenari», con il compito di giudicare riguardo a importi inferiori. Fece sì che si potesse diventare giudici a trent'anni, ovvero cinque anni prima dei quanto era previsto in precedenza. E poiché molti cittadini si sottraevano alle funzioni giudiziarie, permise a ciascuna decuria, a turno, di andare in vacanza per un anno e che, contrariamente a quanto previsto in precedenza, si interrompessero i lavori in novembre e in dicembre. I processi in appello a Roma, vennero affidati ad un pretore urbano, quelli in provincia a consoli anziani, preposti dall'imperatore a questo genere di funzione.
Lo stesso Augusto giudicava con assiduità e, qualche volta, anche di notte. Svetonio racconta che, quando non si sentiva bene, faceva portare la sua lettiga davanti al tribunale, mentre altre volte riceveva in casa da sdraiato sul suo letto. Emise sentenze con il massimo scrupolo, ma anche con estrema indulgenza. Svetonio racconta che quando testimoniava in tribunale, permetteva che lo interrogassero e lo contraddicessero con la più grande disponibilità e pazienza.
Il princeps ritoccò alcune leggi, altre le rifece completamente, come la legge sulle spese oppure quelle sugli adulteri (tra il 18 e 16 a.C.), la sodomia (della quale egli stesso fu accusato, sembra ingiustamente), il broglio e il matrimonio tra gli ordini sociali. E poiché quest'ultima legge era stata rifatta con maggiore severità rispetto alle altre, molti protestarono, soprattutto quelli dell'ordine equestre, tanto che Augusto fu obbligato, per farla passare, a attenuare una parte delle sanzioni, permettendo una dilazione di tre anni e aumentando le ricompense. Egli, infatti, aveva ritenuto necessario assumere precisi provvedimenti per frenare il diffondersi del celibato e incoraggiare la natalità, emanando la Lex Iulia de Maritandis Ordinibus del 18 a.C. e la lex Papia Poppaea del 9 d.C. (quest'ultima a completamento della prima).
(Svetonio, Augustus, 34)
In sintesi le ultime due leggi poco sopra citate, prevedevano la rimozione di tutte quelle restrizioni non necessarie che potessero limitare i matrimoni, l'uso del diritto di successione per favorire il matrimonio e la paternità, l'impulso dato alla natalità rivolto alle classi più abbienti, offrendo privilegi nella vita pubblica ai padri di famiglie numerose.

### Amministrazione dell'Italia e di Roma
Augusto divise l'Italia in undici regioni arricchendola di nuovi centri. Svetonio e le Res gestae divi Augusti parlano della fondazione di ben 28 colonie. Riconobbe, in un certo qual modo, l'importanza di queste colonie, attribuendo diritti uguali a quelli di Roma, creando un modo differente di votare: permise ai decurioni delle colonie di votare, ciascuno nella propria città, per l'elezione dei magistrati di Roma, facendo pervenire il loro voto nell'Urbe, il giorno delle elezioni, con plico sigillato. Al fine poi di incoraggiare coloro che meritavano, oltre alle famiglie numerose, concedesse il grado equestre a chiunque lo chiedesse, anche dietro una sola raccomandazione ufficiale della città di ciascuno e quando visitava le regioni d'Italia, distribuiva mille sesterzi ciascuno a tutti i plebei che dimostravano di avere figli maschi o femmine.
Rispetto alle province fu soprattutto l'Italia ad essere privilegiata da Augusto, che vi costruì una fitta rete stradale ed abbellì le città dotandole di numerose strutture pubbliche (fori, templi, anfiteatri, teatri, terme...) e di uffici di raccolta tributari. In segno di riconoscimento, Svetonio racconta che:
(Svetonio, Augustus, 59.)
L'economia italica era florida: agricoltura e artigianato ebbero una notevole crescita, che permise l'esportazione dei beni verso le province. L'incremento demografico fu rilevato da Augusto tramite tre censimenti (il primo ed il terzo con un collega): i cittadini maschi furono 4.063.000 nel 28 a.C., 4.233.000 nell'8 a.C. e 4.937.000 nel 14 d.C. Se si considerano anche le donne e i bambini la popolazione totale nell'Italia del I secolo d.C. può essere stimata sui 10 milioni di abitanti circa. Migliorò infine la situazione di Roma, capitale dell'impero.
Fece, infatti, di Roma una monumentale città di marmo e istituì due curatores aedium sacrarum et operum locorumque publicorum per preservare i templi e gli edifici pubblici; aumentò l'approvvigionamento idrico con la costruzione di due nuovi acquedotti e creando un corpo di tre curatores aquarum per l'approvvigionamento idrico; la divise in 14 regiones e quartieri (vicus) per meglio amministrarla oltre ad istituire cinque curatores riparum et alvei Tiberis, per proteggere Roma da eventuali inondazioni; curò personalmente gli approvvigionamenti di cibo necessari alla popolazione della capitale, con la creazione del praefectus annonae (di rango equestre) e di due praefecti frumenti dandi (di rango senatorio) per somministrare i sussidi; incrementò, infine, il livello di sicurezza cittadina ponendo a salvaguardia dell'Urbe tre nuove prefetture: la praefectura vigilum, affidata ad un prefetto (di rango equestre), a capo di sette coorti di vigili (di ex-schiavi, affrancati) per far fronte agli incendi di Roma, la praefectura Urbi, affidata ad un prefetto di estrazione senatoria o consolare, ai cui ordini erano poste tre coorti urbane (di circa 1.000 uomini ciascuna) al fine di mantenere l'ordine pubblico, la Guardia pretoriana (praefectura Praetorii), affidata ad un prefetto di rango equestre a capo di nove coorti, quale guardia personale del princeps.

### Opere pubbliche

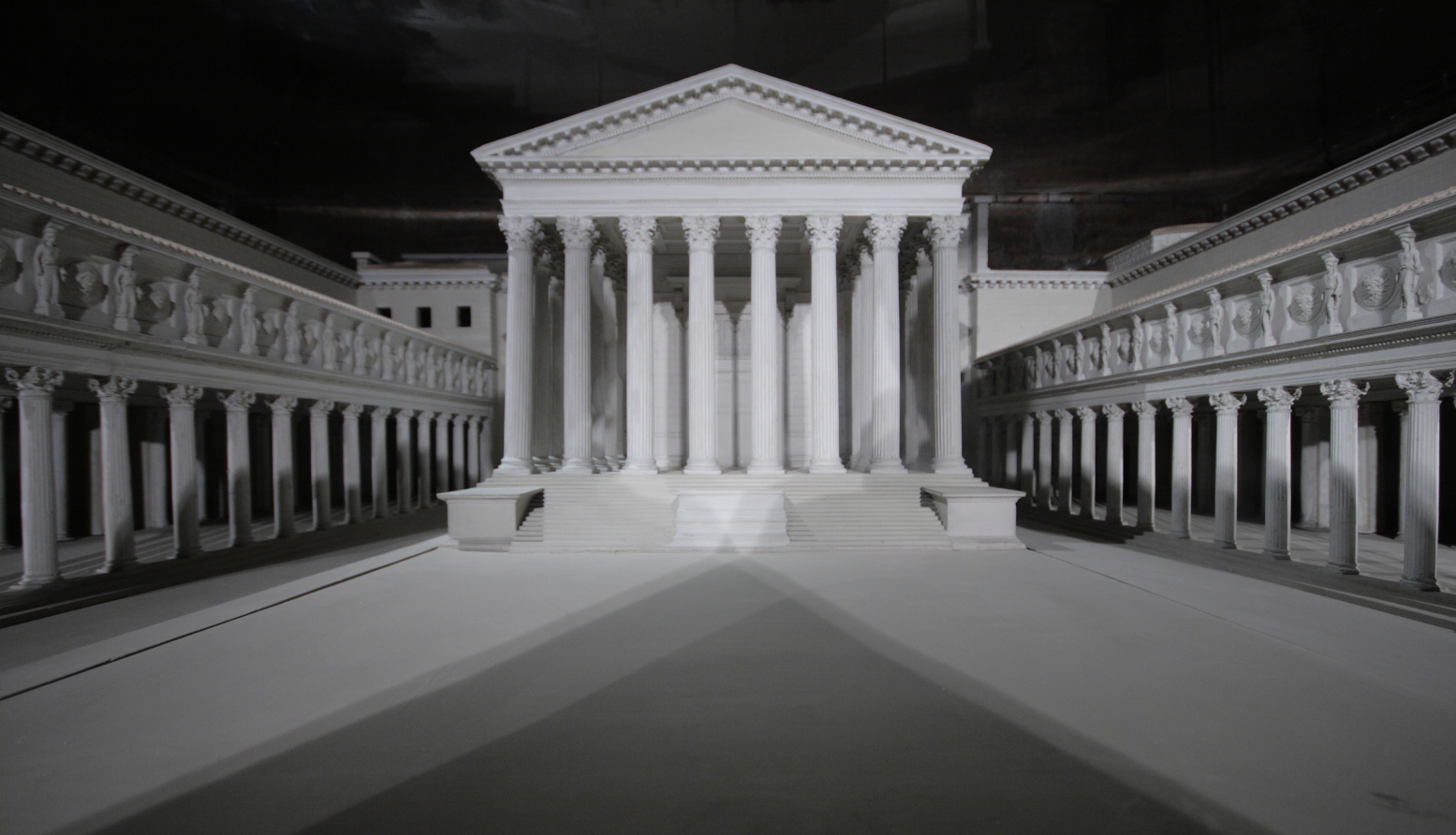
Modellino con ricostruzione ideale del foro di Augusto.

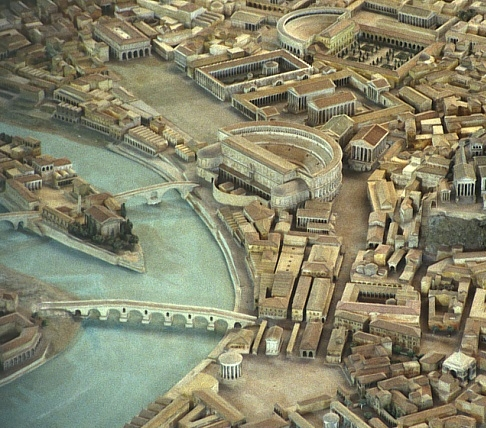
Modello di Roma, raffigurante in primo piano il teatro di Marcello e in secondo piano il teatro di Balbo con a fianco la Crypta Balbi.

Sotto il suo governo vennero spese ingenti somme di denaro per fornire Roma di riserve di grano, acqua e di corpi di polizia, e per l'erezione o il restauro di pubblici edifici.
(Svetonio, Augustus, 28)
Numerosi furono, infatti, gli edifici, le opere pubbliche e i monumenti celebrativi costruiti o restaurati durante il suo principato:
(Svetonio, Augustus, 29)
- la ristrutturazione della Curia (sede del senato) e del Tempio di Giove Ottimo Massimo sul Campidoglio, dove depose un bottino composto da sedicimila libbre d'oro, con pietre preziose e perle per un valore di cinquanta milioni di sesterzi;[16]
- la costruzione di un nuovo foro accanto a quello di Gaio Giulio Cesare (il Foro di Augusto), che includeva anche il tempio di Marte Ultore;[21]
- numerosi nuovi templi, come quelli dedicati ad Apollo sul Palatino[21] (con la vicina biblioteca Apollinis, greca e latina[21] e alcuni tripodi d'oro[22]) e al padre adottivo, il Divo Giulio, oltre al Pantheon costruito tra il 27-25 a.C.), al Teatro di Marcello[21] (terminato nell'11 a.C.), alle Terme di Agrippa,[21] agli acquedotti Aqua Iulia (costruito da Marco Vipsanio Agrippa nel 33 a.C.), Aqua Virgo (del 19 a.C.) e Aqua Alsietina (del 2 a.C.), ad un nuovo ponte sul Tevere fatto costruire da Agrippa;[21]
- la ricostruzione della Basilica Giulia (dedicata ai nipoti Gaio e Lucio[21]) nel 12 d.C., ora ampliata dopo un incendio;
- alcuni portici, uno dedicato alla moglie Livia ed un secondo alla sorella Ottavia;[21]
- il permesso di costruire a privati, come il primo anfiteatro in pietra a Statilio Tauro, il Teatro di Balbo, il Tempio di Ercole delle Muse a Lucio Marcio Filippo, il tempio di Diana a Lucio Cornificio, l'atrio delle libertà a Gaio Asinio Pollione e il tempio di Saturno a Lucio Munazio Planco;[21]
- i monumenti celebrativi come l'Ara Pacis (a fianco dell'immensa meridiana del campo Marzio), un arco trionfale nel Foro Romano, un altro arco trionfale dedicato ai nipoti Gaio e Lucio Cesari,[21] i rostri apposti nel Foro Romano dopo la vittoria su Marco Antonio nella battaglia di Azio, un Mausoleo, due enormi obelischi egiziani;
- il tempio di Giove Tonante sul Campidoglio;[21]
- un luogo adatto per le battaglie navali, scavando il terreno nei pressi del Tevere (Naumachia Augusti), dove ora si trova il bosco dei Cesari;[23]
- altri numerosissimi monumenti in tutte le province imperiali a partire dal vicino porto di Roma, Ostia.[24]

E sempre Svetonio ci ricorda che Augusto:
(Svetonio, Augustus, 31)
Fece, inoltre, allargare e pulire il letto del fiume Tevere, da troppo tempo ricolmo di detriti, per evitare nuove e pericolose inondazioni; Oltre a ciò, onde evitare i danni dei frequenti incendi, Augusto intervenne riducendo l'altezza delle nuove costruzioni, proibendo di edificare lungo le vie pubbliche ad un'altezza superiore ai 70 piedi. Svetonio racconta infine che:
(Svetonio, Augustus, 31)

### Amministrazione provinciale
(Svetonio, Augustus, 47.)
(Svetonio, Augustus, 59.)

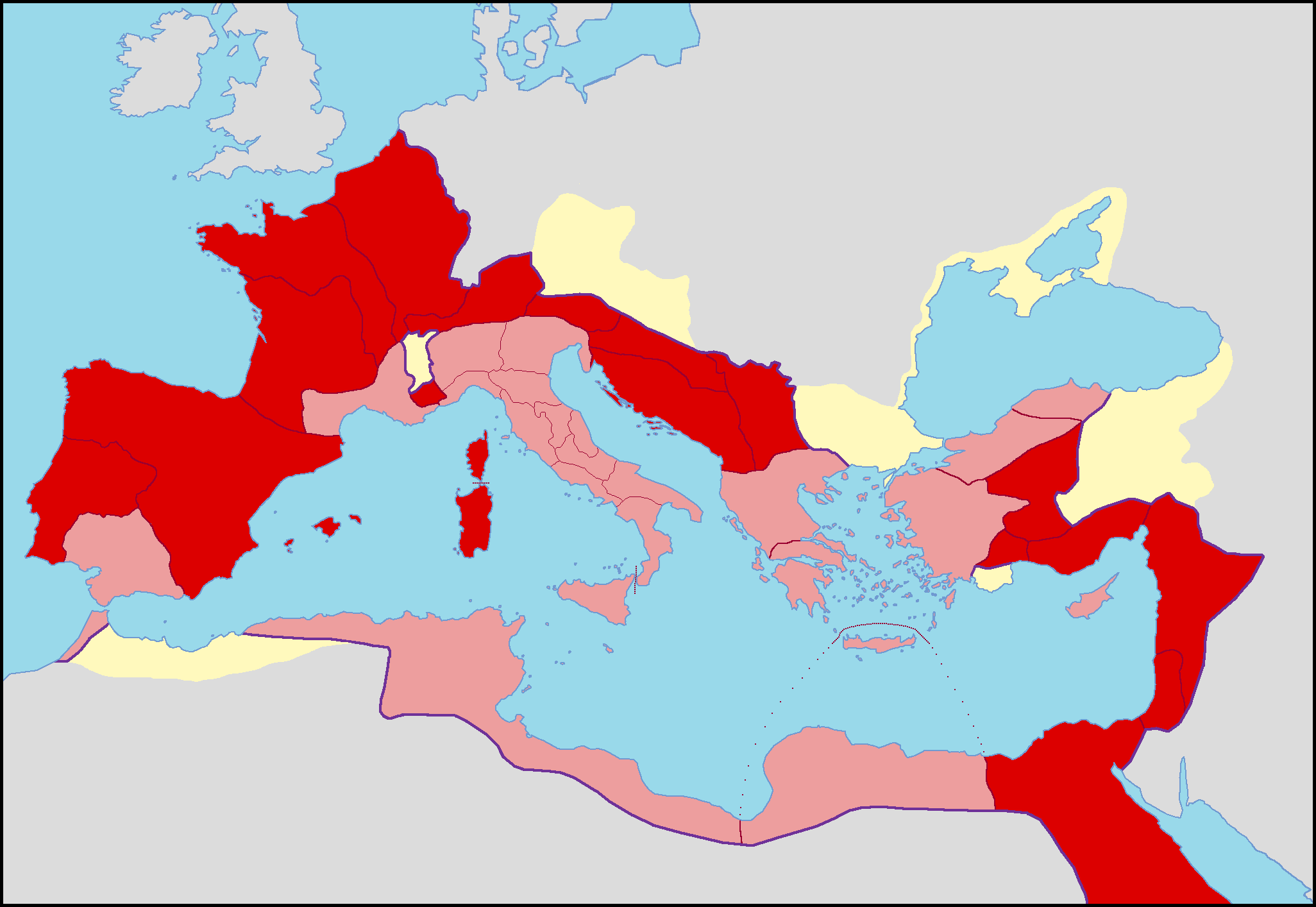
Province senatorie (in rosa) ed imperiali (in rosso) nel 14, sotto Augusto.

Nel 27 a.C., riorganizzò le province da un punto di vista fiscale e amministrativo, delegando l'amministrazione delle province nel seguente modo:
- Per sé stesso, tenne le cosiddette province non pacificate (e più importanti, potenti),[25] ovvero quelle limitanee, in cui erano stanziate le legioni, con il fine di giustificare il potere sull'esercito. Tali province, poi dette imperiali, o provinciae Caesaris, furono affidate ai legati Augusti pro praetore di rango senatorio, scelti tra ex-consoli ed ex-pretori, con legati legionari, prefetti e tribuni come subalterni. Faceva eccezione l'Egitto, in cui venne riconfermato il praefectus Alexandreae et Aegypti, un membro del ceto equestre munito di imperium. Per l'aspetto tributario, tali province erano affidate ad agenti del principe, cavalieri, ma anche liberti, col titolo di procuratores Augusti; le entrate andavano a confluire sulla neonata cassa del principe, il fiscus.
- Le rimanenti province, quelle di più antica costituzione (pacate) e prive di stanziamenti legionari (tranne che per la provincia d'Africa), vennero lasciate al governo delle promagistrature tradizionali, affidandole a proconsules,[25] estratti a sorte secondo il costume repubblicano, tra ex-consoli o ex-pretori a seconda dell'importanza della provincia. Tali province presero poi il nome di provinciae Populi Romani. I tributi venivano raccolti dai quaestores e confluivano nell'aerarium, l'antica cassa dello stato romano.
- Altri distretti, di minori dimensioni e importanza, non elevati al rango di provincia e nei quali erano stanziate solo truppe ausiliare, furono affidati a ufficiali, col titolo di prefetti civitatum o, semplicemente, prefetti. Questi distretti dipendevano dal legato della provincia (o dell'esercito) più vicino: così la prefettura di Giudea dipendeva dal legato di Siria e le prefetture alpine dal legato dell'esercito germanico.

Creò, inoltre, nuovi e numerosi municipi e colonie, al fine di portare avanti l'opera di romanizzazione nelle province.
Proibì che si inviassero magistrati nelle province, dopo che questi avessero deposto il loro incarico; stabilì che fosse assegnata un'indennità fissa ai proconsoli per i loro muli e tende, che normalmente erano aggiudicati pubblicamente.
E poiché sapeva che molti proconsoli erano soliti innalzargli e dedicagli nuovi templi, non accettò che in nessuna provincia venissero edificati senza associare al suo nome quello della dea Roma. A Roma rifiutò con grande determinazione questo onore. Creò inoltre il cosiddetto cursus publicus, vale a dire il servizio imperiale di posta che assicurava gli scambi all'interno dell'Impero romano.
(Svetonio, Augustus, 49.)

### Amministrazione finanziaria
Augusto riorganizzò l'amministrazione finanziaria dello Stato romano. Attribuì infatti un salario e una gratifica di congedo a tutti i soldati dell'esercito imperiale (sia ai legionari che agli ausiliari); assegnò un salario (salaria) per il servizio pubblico per tutti i rappresentanti del senato, per poi estenderlo gradualmente anche alle magistrature ordinarie. La magistratura di tipo repubblicano fu retribuita con indennizzi e cibaria, piuttosto che con salaria. Costituì inoltre il fiscus (ovvero la cassa delle entrate dell'imperatore), accanto al vecchio aerarium, che rimase la cassa principale (affidata dal 23 a.C. a due pretori, non più a due questori), ma Augusto fu autorizzato ad attingere da esso le somme necessarie per tutte le funzioni amministrative e militari. L'imperatore, di fatto, poteva dirigere la politica economica di tutto l'impero e assicurarsi che le risorse fossero equamente distribuite in modo che le popolazioni sottomesse potessero considerare il governo di Roma una benedizione, non una condanna. Creò infine un aerarium militare per i compensi da dare ai veterani.
Promosse, quindi, la rinascita economica, del commercio e dell'industria attraverso l'unificazione dell'area mediterranea, debellando completamente la pirateria e migliorando la sicurezza lungo le frontiere e internamente alle Province. Creò una fitta rete stradale con un ottimo livello di manutenzione (affidandole alla cura dei suoi generali, che dovettero farle ripavimentare con l'argento dei loro bottini), istituendo numerosi curatores viarum per la manutenzione delle strade in Italia e nelle Province; nuovi porti commerciali e nuove attrezzature portuali come moli, banchine, fari; finanziò l'escavazione di canali e nuove esplorazioni (a volte anche militari oltreché commerciali) in terre lontane come l'Etiopia, la penisola arabica (fino all'attuale Yemen), le terre dei Garamanti, dei Germani del fiume Elba e l'India. In questa maniera restaurò la pax romana in tutto l'impero.
(Svetonio, Augustus, 22)
Inoltre, nel 23-15 a.C., riordinò il sistema monetario, fissando i cambi tra la moneta aurea (1/40 di libbra) equivalente a 25 denari d'argento e a 100 sesterzi di rame, che restò praticamente immutato per due secoli.
Ed infine, sappiamo che concesse numerosi congiaria, vale a dire distribuzioni di grano gratuite alla popolazione di Roma, o prestiti a tassi agevolati, come ci tramanda Svetonio:
(Svetonio, Augustus, 40.)
(Svetonio, Augustus, 41)

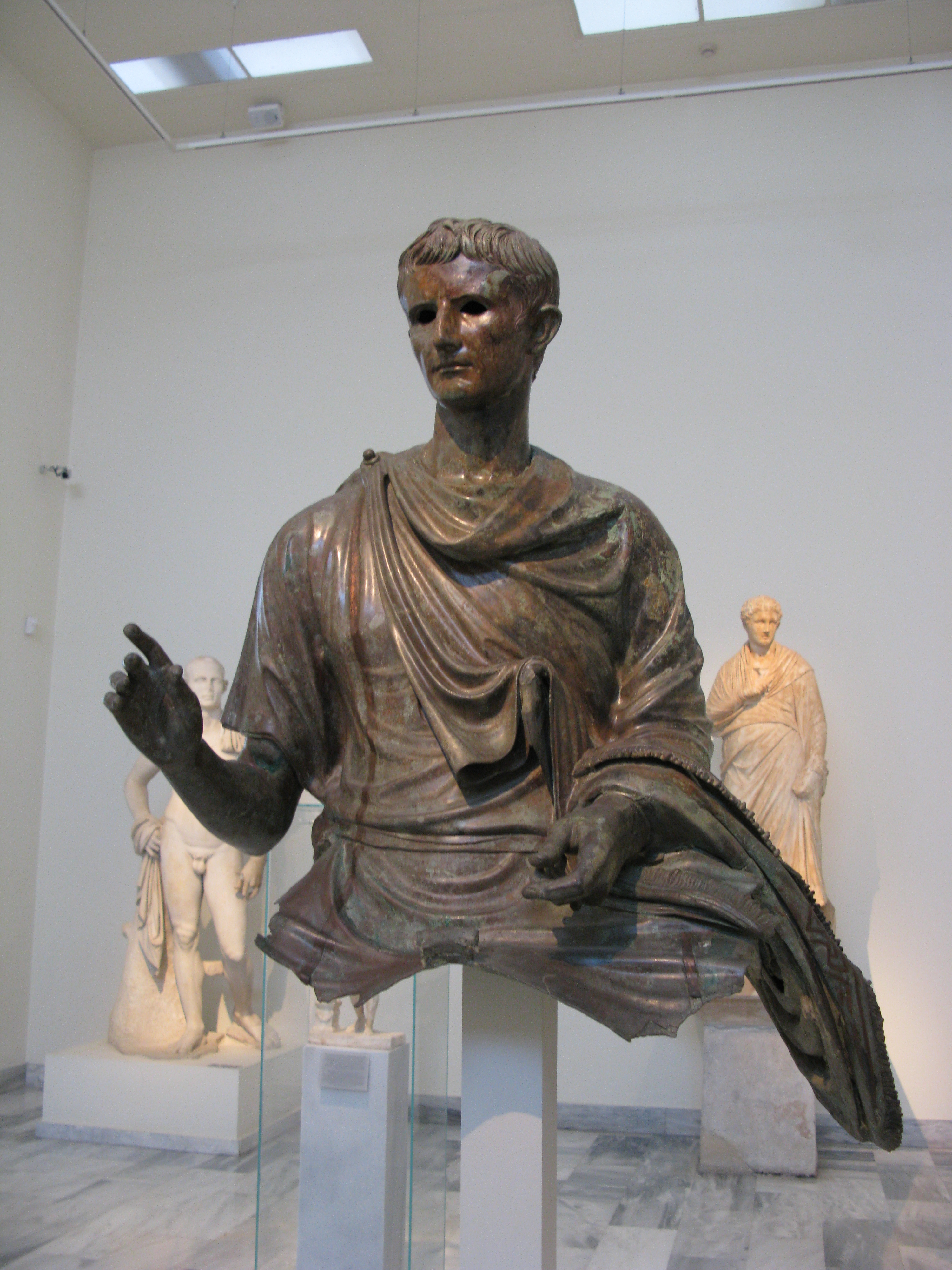
Ottaviano Augusto in tenuta militare con paludamentum e Parazonium (statua equestre dell'imperatore al Museo Nazionale di Atene)

Ecco nel dettaglio come ci vengono raccontate dallo stesso Augusto nelle sue Res Gestae:
(Augusto, Res gestae divi Augusti, 15.)
Quando poi il popolo gli richiese un congiarium che aveva promesso, rispose che era un uomo di parola. Quando invece ne sollecitò uno che non si era impegnato a distribuire, denunciò con un editto la menzogna, dichiarando che, sebbene avesse avuto in animo di farlo, non l'avrebbe fatto. In un'altra circostanza, accortosi che all'annuncio di un nuovo congiarium molti avevano affrancato i loro schiavi, dichiarò che lo avrebbero ricevuto solo quelli ai quali era stato promesso, e diede meno di quanto aveva stabilito, affinché la somma stanziata risultasse sufficiente. E quando, durante una terribile carestia, Augusto espulse da Roma tutti coloro che dovevano essere venduti, le famiglie dei gladiatori, gli stranieri, ad eccezione dei medici, dei precettori e di una parte dei servi, finalmente migliorarono i vettovagliamenti, tanto che lo stesso princeps pensò di sopprimere definitivamente la distribuzione gratuita di frumento (frumentationes publicas), perché la fiducia che il popolo aveva in esse, portava solo ad abbandonare la cultura della coltivazione dei campi. Augusto però non insistette, perché era certo di doverla ripristinare un giorno per avere il consenso del popolo romano. Da allora però, regolò le distribuzioni in modo da difendere gli interessi degli agricoltori e dei commercianti, tanto quanto quelli del popolo.

### Caratteristiche demografiche, economiche e sociali dell'Impero romano sotto Augusto

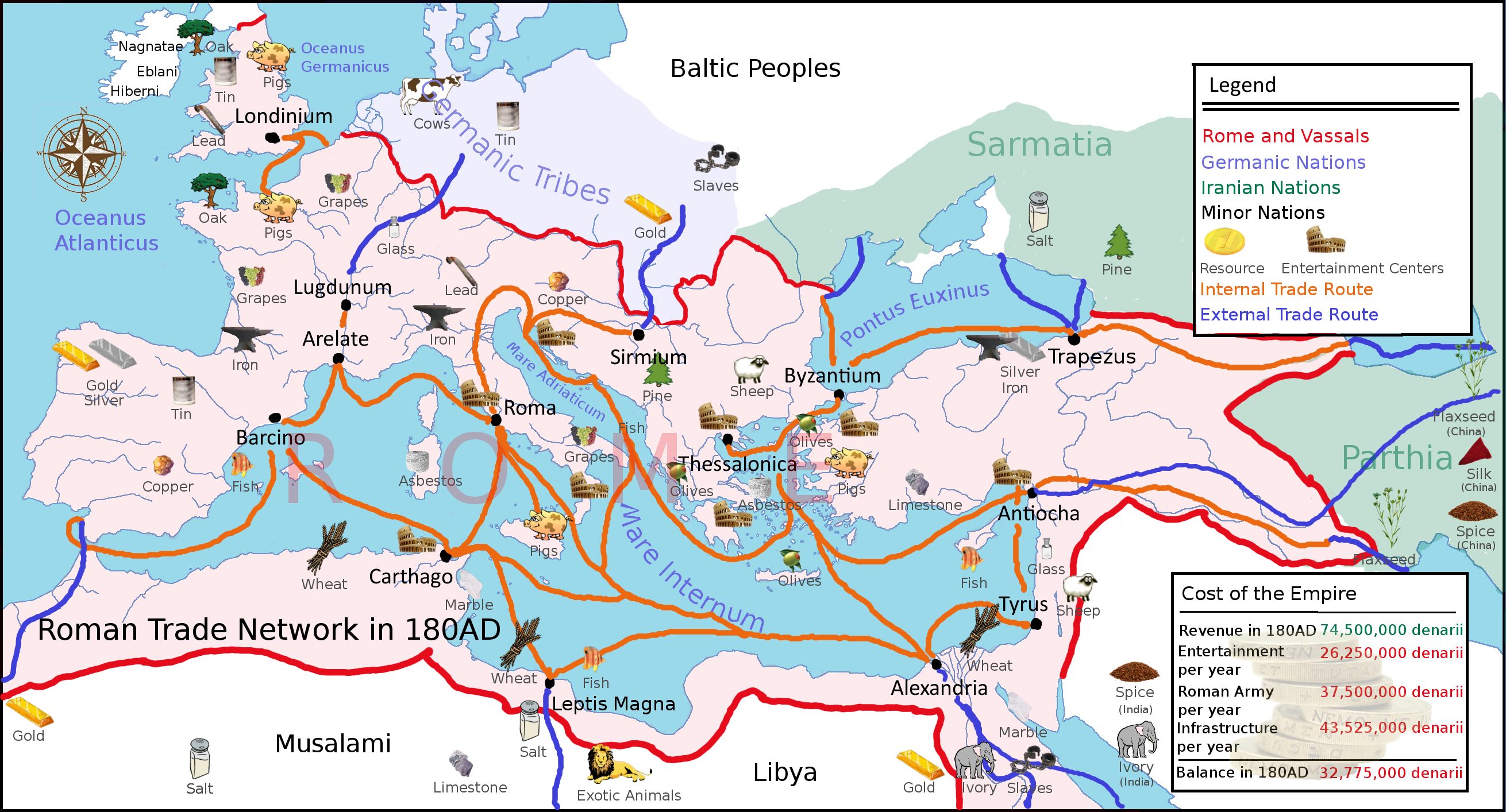
Le vie del commercio romano durante l'alto Impero romano.

Al tempo di Augusto l'Impero romano dominava su una popolazione di circa 55 milioni di persone (di cui 8-10 in Italia) su una superficie di circa 3,3 milioni di chilometri quadrati. Rispetto ai tempi moderni, la densità era piuttosto bassa: 17 abitanti per chilometro quadrato, i tassi di mortalità e natalità molto elevati e la vita media non superava i 40 anni. Solo un decimo della sua popolazione viveva nelle sue 3 000 città, più in particolare: 3 milioni circa abitavano nelle quattro città più grandi (Roma, Cartagine, Antiochia e Alessandria), di questi almeno un milione abitava nell'Urbe. Secondo calcoli approssimativi il prodotto interno lordo di quell'Impero era a quell'epoca attorno ai 20 miliardi di sesterzi e caratterizzato da vertiginose concentrazioni di ricchezze. Il reddito annuale dell'imperatore era attorno ai 15 milioni di sesterzi, quello dei 600 senatori ammontava a circa 100 milioni (0,5 per cento del Pil), il 3 per cento dei percettori di redditi godeva del 25 per cento delle ricchezze prodotte. L'Italia, centro dell'Impero augusteo, godeva di una posizione privilegiata: grazie alle nuove conquiste di Augusto poteva disporre di nuovi grandi mercati di approvvigionamento (grano, in primo luogo, proveniente dalla Sicilia, dall'Africa, dall'Egitto) e di nuovi mercati di sbocco per le proprie esportazioni di vino ed olio; le terre confiscate alle popolazioni sottomesse erano immense e dalle province arrivavano tributi in moneta e in natura (bottini di guerra, milioni di schiavi, tonnellate d'oro).

### Nuovi impulsi culturali del circolo letterario di Mecenate

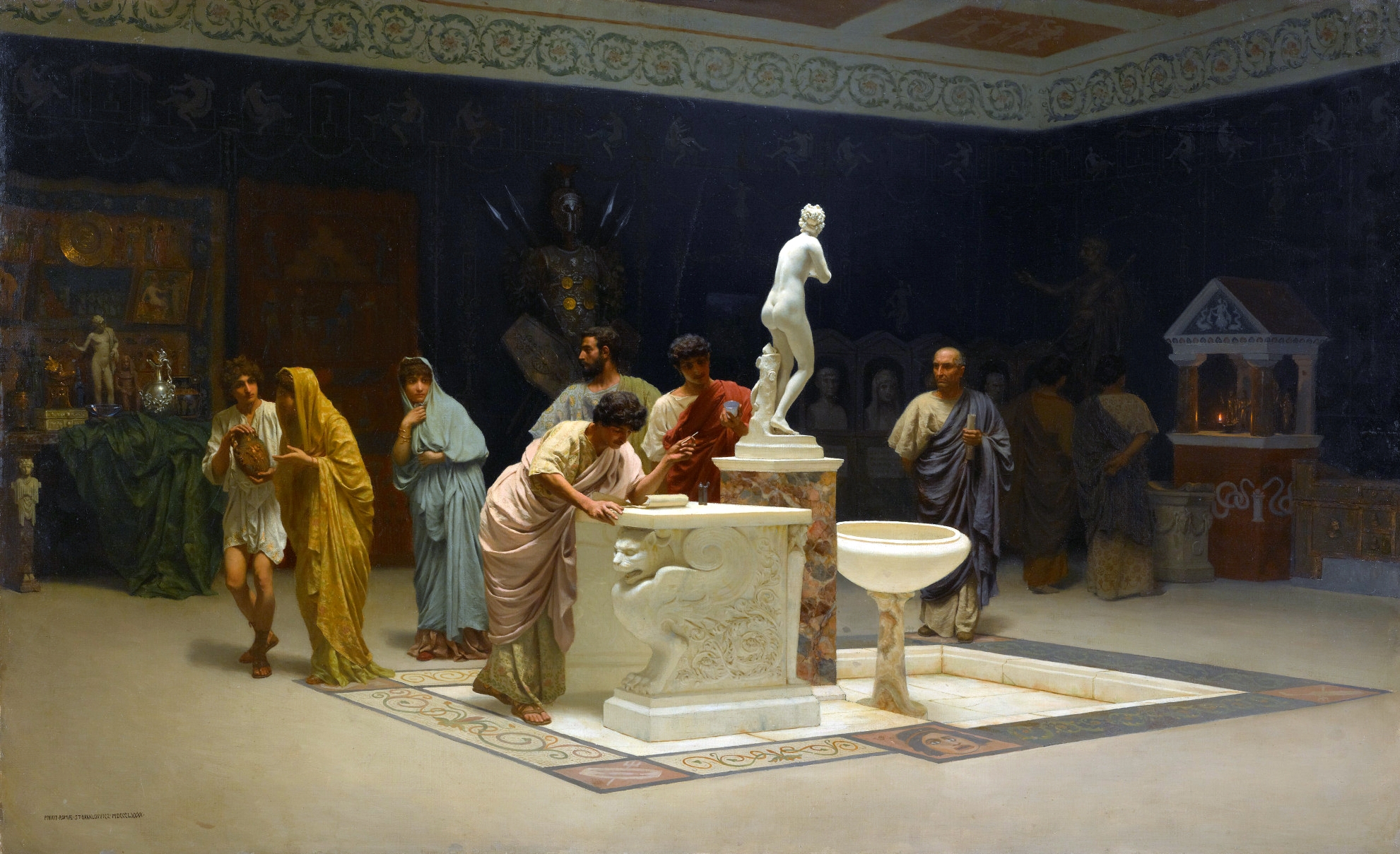
Circolo di Mecenate, dipinto di Stefano Bakalovich, 1890, Galleria Tret'jakov, Mosca

Allo sforzo politico di Augusto si affiancò l'elaborazione in tutti i campi di una nuova cultura, di impronta classicistica, che fondesse gli elementi tradizionali in nuove forme consone ai tempi. Poeti e letterati contribuirono nell'essere i portavoce del programma civico e politico del princeps; successivamente subentrò una fase dove le energie spirituali andarono spegnendosi e dove prevalse una letteratura accademica, intesa come mero esercizio retorico, priva di quei contenuti morali e civili necessari.
Augusto si avvalse dell'aiuto dei letterati dell'epoca per rielaborare il mito delle origini di Roma, andando a prefigurare una nuova età dell'oro che trovò come principali interpreti, autori come Virgilio, Orazio, Livio, Ovidio, Properzio e Vario Rufo, facenti parte del cosiddetto "circolo letterario di Mecenate". Orazio difese la sua autonomia intellettuale, dalle insinuazioni malevole di coloro che lo ritenevano un cortigiano di Ottaviano, preoccupato, come gli altri poeti del "circolo", solo di fare carriera:
(Orazio, Le Satire, I, 9, 48-52)

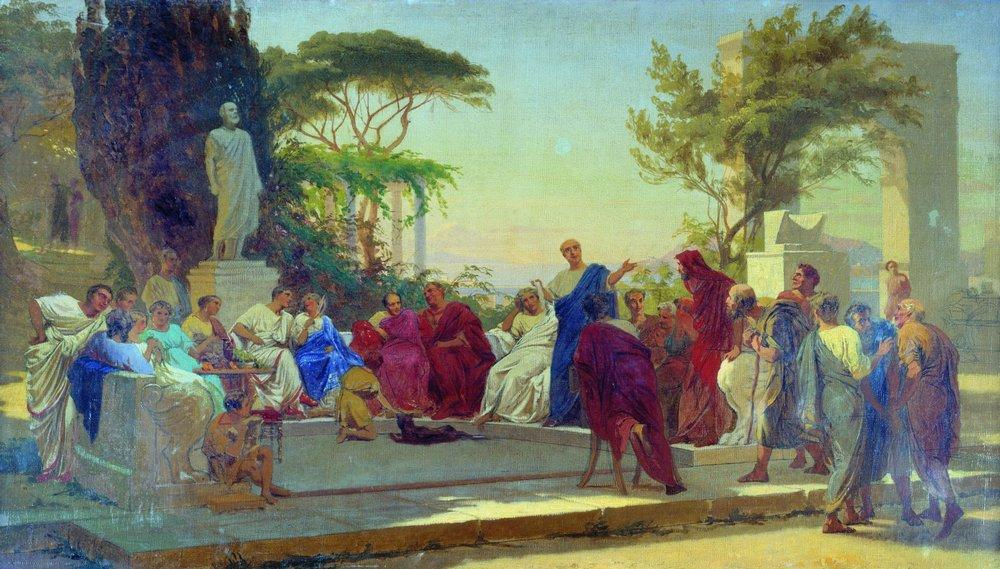
Orazio legge davanti al circolo di Mecenate, dipinto di Stefano Bakalovich, 1863

Vero è che Mecenate, spesso stimolava i poeti a comporre opere nel modo più elevato possibile:
(Virgilio, Georgiche, II, 40-48)
A fianco, vi era poi un altro circolo, quello "di Messalla", che ruotava attorno alla figura aristocratica di Marco Valerio Messalla Corvino, e che raccoglieva poeti di ispirazione bucolica ed elegiaca, in antitesi con gli interessi civili dei poeti di Mecenate. Di questo secondo circolo facevano parte Tibullo, Ligdamo e la poetessa Sulpicia; egli era legato anche da amicizia con Orazio e Ovidio. Messalla a suo tempo era stato un valoroso generale e collaboratore di Ottaviano, che si ritirò a vita privata dopo il 27 a.C.. Questo circolo, in antitesi con quello di Mecenate, rinunciò all'impegno morale e civico, a favore di un'ispirazione idilliaca, agreste ed elegiaca.

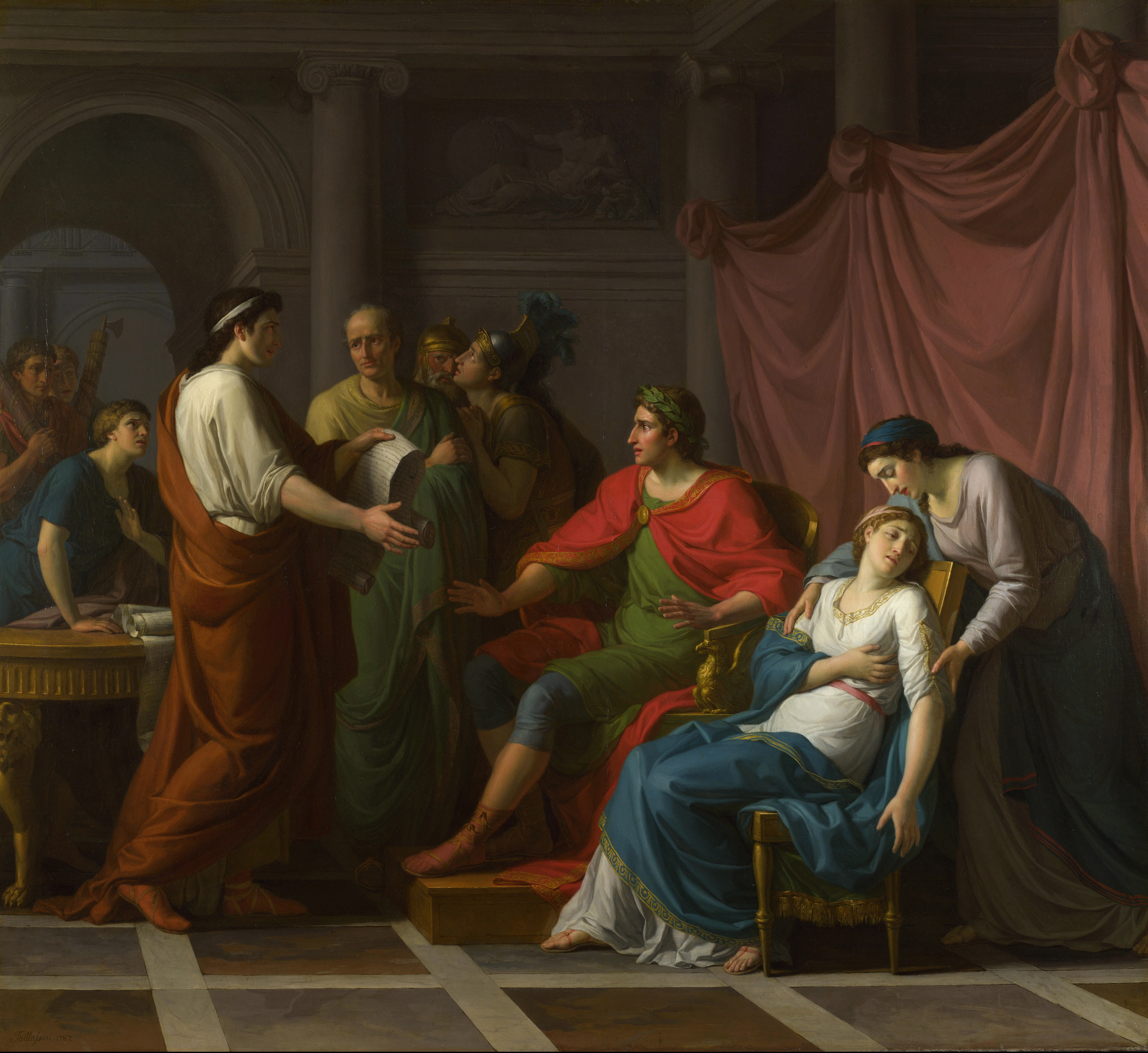
Virgilio legge l'Eneide davanti allo stesso Augusto e Ottavia minore (dipinto di Jean-Joseph Taillasson, conservato presso la National Gallery di Londra).

Altro personaggio autorevole che, fin dai tempi della guerra civile tra Ottaviano e Antonio, diede nuovi impulsi alla cultura del tempo, fu Gaio Asinio Pollione, il quale creò per primo una biblioteca pubblica; restaurò in forme grandiose l'Atrium Libertatis ed introdusse la pratica delle recitationes, ovvero della lettura di prosa e poesia in pubblico, in apposite sale davanti ad amici e invitati (soprattutto presso la nobilitas romana). Uomo politico del partito cesariano, ebbe attorno al 40 a.C. un momento di grande fortuna, quando Virgilio gli dedicò la quarta ecloga. Più tardi Ottaviano lo mise da parte nella vita politica, forse perché anticonformista e contrario a chi stava limitando la libertà, tanto da portarlo a dedicarsi all'attività letteraria. Compose una storia delle guerre civili, che trattò con grande franchezza, lontano da stili retorici o abbellimenti moralistici.
L'età di Augusto è considerata uno fra i più importanti e fiorenti periodi della storia della letteratura mondiale per numero di ingegni letterari, dove i principi programmatici e politici di Augusto erano appoggiati dalle stesse aspirazioni degli uomini di cultura del tempo. Del resto la politica a favore del primato dell'Italia sulle province, la rivalutazione delle antiche tradizioni, accanto a temi come la santità della famiglia, dei costumi, il ritorno alla terra e la missione pacificatrice e aggregante di Roma nei confronti degli altri popoli conquistati, furono temi cari anche ai letterati di quell'epoca.
I tempi erano ormai maturi perché la letteratura latina sfidasse quella greca, che allora veniva considerata insuperabile. Nella generazione successiva, sotto il principato di Augusto, fiorirono i maggiori poeti di Roma: Orazio, che primeggiò nella satira e nella lirica, emulava i lirici come Pindaro e Alceo, Virgilio, che si distinse nel genere bucolico, nella poesia didascalica e nell'epica, rivaleggiava con Teocrito, Esiodo e addirittura Omero; e poi ancora Ovidio, maestro del metro elegiaco, e Tito Livio nella storiografia.
Lo stesso Augusto fu un letterato dalle molteplici capacità: scrisse in prosa e in versi, dalle tragedie agli epigrammi fino alle opere storiche. Coltivò l'eloquenza fin dalla prima giovinezza, con grande passione e impegno. Di lui ci rimane il resoconto della sua opera politica a favore del popolo e della repubblica romana (Res gestae divi Augusti), dove viene messo in evidenza il suo rifiuto di contrastare le regole tradizionali dello stato repubblicano e di assumere poteri arbitrari in modo illegittimo. Svetonio aggiunge che quando prendeva la parola, che fosse in Senato, davanti al popolo o davanti ai suoi soldati, aveva sempre pronto un discorso ben meditato e scritto, sebbene non gli mancasse la capacità di improvvisare. Il motivo sembra fosse che egli voleva evitare di trovarsi esposto agli scherzi della memoria oppure a perdere tempo, dovendosi ricordare ogni passaggio del suo discorso. Capitava spesso che scrivesse le conversazioni più importanti comprese quelle con la moglie Livia, tanto da scorrere i suoi appunti mentre le parlava. Utilizzava un tono dolce, lavorando spesso con un maestro di dizione e, quando era colpito da raucedine, parlava al popolo attraverso un portavoce.
Compose molte opere di prosa ed eloquenza di vario genere, alcune delle quali lesse nella schiera dei suoi familiari, quasi recitasse in un auditorio. Così ad esempio recitò le «Risposte a Bruto su Catone». Recitò pure le «Esortazioni alla Filosofia», oltre a «Sulla sua vita» che scrisse in tredici libri, arrivando fino alla guerra dei Cantabri. Si occupò anche di poesia. Rimane un suo libro scritto in esametri, il cui titolo e argomento è «La Sicilia», e un altro piccolo di «Epigrammi» che meditava quando faceva il bagno. Iniziò con grande entusiasmo una tragedia, che poi però distrusse e quando gli amici gli chiesero che cosa fosse accaduto al suo «Aiace» rispose che si era gettato su una spugna. Si dedicò anche allo studio delle discipline greche fin dalla giovinezza, avendo avuto come maestro di eloquenza Apollodoro di Pergamo, che aveva condotto con sé, ormai anziano, da Roma ad Apollonia, dove apprese della morte di Gaio Giulio Cesare.